# 2025年世界中學生U15運動會中華台北代表團
2025年世界中學生U15運動會中華台北代表團是中華民國（台灣）以“中華台北”名義，參與在塞爾維亞茲拉蒂博爾舉行的世界中學生U15運動會的代表隊。本屆共參加12個項目，總計75位選手、28位教練，最終獲得24金26銀24銅，總共74面獎牌。

## 獎牌統計

### 獎牌項目
| 項目     | 金牌 | 銀牌 | 銅牌 | 總數 |
| -------- | ---- | ---- | ---- | ---- |
| 游泳     | 7    | 7    | 8    | 22   |
| 跆拳道   | 6    | 3    | 2    | 11   |
| 田徑     | 5    | 0    | 4    | 9    |
| 羽球     | 1    | 3    | 2    | 6    |
| 射箭     | 1    | 3    | 0    | 4    |
| 競技體操 | 1    | 2    | 1    | 4    |
| 桌球     | 1    | 2    | 1    | 4    |
| 網球     | 1    | 2    | 0    | 3    |
| 拳擊     | 1    | 1    | 1    | 3    |
| 霹靂舞   | 0    | 3    | 1    | 4    |
| 柔道     | 0    | 0    | 2    | 2    |
| 空手道   | 0    | 0    | 2    | 2    |

### 獎牌得主
| 獎牌 | 運動員                             | 運動     | 項目                              |
| ---- | ---------------------------------- | -------- | --------------------------------- |
| 金牌 | 蕭承哲 高卉唐                      | 射箭     | 反曲弓（混雙對抗賽）              |
| 金牌 | 詹宇恩                             | 田徑     | 男子300公尺跨欄                   |
| 金牌 | 邱邦軒                             | 田徑     | 男子標槍                          |
| 金牌 | 陳羿岑                             | 田徑     | 女子200公尺                       |
| 金牌 | 陳羿岑                             | 田徑     | 女子400公尺                       |
| 金牌 | 林子婕                             | 田徑     | 女子100公尺跨欄                   |
| 金牌 | 吳兆騏                             | 游泳     | 男子50公尺碟式                    |
| 金牌 | 吳兆騏                             | 游泳     | 男子50公尺仰式                    |
| 金牌 | 吳兆騏                             | 游泳     | 男子50公尺自由式                  |
| 金牌 | 吳兆騏                             | 游泳     | 男子100公尺自由式                 |
| 金牌 | 蘇柏陵                             | 游泳     | 男子400公尺自由式                 |
| 金牌 | 蘇柏陵                             | 游泳     | 男子800公尺自由式                 |
| 金牌 | 黃愛軒                             | 游泳     | 女子100公尺蛙式                   |
| 金牌 | 鄭丞佑                             | 競技體操 | 男子跳馬                          |
| 金牌 | 黃韞纈                             | 桌球     | 女子單打                          |
| 金牌 | 哀恬歆                             | 羽球     | 女子單打                          |
| 金牌 | 柯雨岑 江妍妮                      | 網球     | 女子雙打                          |
| 金牌 | 莊子右                             | 跆拳道   | 男子對打57公斤級                  |
| 金牌 | 趙子靚                             | 跆拳道   | 女子對打37公斤級                  |
| 金牌 | 張唯倪                             | 跆拳道   | 女子對打44公斤級                  |
| 金牌 | 巫少妍                             | 跆拳道   | 女子對打55公斤級                  |
| 金牌 | 蔡亞忻                             | 跆拳道   | 女子個人組（公認品勢）            |
| 金牌 | 陳睿恩                             | 跆拳道   | 男子個人組（自由品勢）            |
| 金牌 | 張晏菱                             | 拳擊     | 女子57公斤級                      |
| 銀牌 | 蕭承哲 陳品羱 林脩藩               | 射箭     | 男子團體                          |
| 銀牌 | 高卉唐 朱兒 林枃蓁                 | 射箭     | 女子團體                          |
| 銀牌 | 高卉唐                             | 射箭     | 女子個人對抗賽                    |
| 銀牌 | 蘇柏陵                             | 游泳     | 男子400公尺混合式                 |
| 銀牌 | 黃浩                               | 游泳     | 男子200公尺混合式                 |
| 銀牌 | 游晟                               | 游泳     | 男子100公尺碟式                   |
| 銀牌 | 吳兆騏 蘇柏陵 黃浩 游晟            | 游泳     | 男子組4x50公尺自由式接力          |
| 銀牌 | 蘇宥慈                             | 游泳     | 女子200公尺蝶式                   |
| 銀牌 | 林芷妍 吳兆騏 黃愛軒 黃浩          | 游泳     | 男女混合組4x50公尺自由式接力      |
| 銀牌 | 林芷妍 吳兆騏 蘇宥慈 黃浩          | 游泳     | 男女混合組4x50公尺混合式接力      |
| 銀牌 | 鄭丞佑                             | 競技體操 | 男子地板                          |
| 銀牌 | 陳定揚                             | 競技體操 | 男子雙槓                          |
| 銀牌 | 鄭旻修                             | 桌球     | 男子單打                          |
| 銀牌 | 呂瑀恩                             | 桌球     | 女子單打                          |
| 銀牌 | 陳彥林                             | 羽球     | 男子單打                          |
| 銀牌 | 陳彥林 莊詠能                      | 羽球     | 男子雙打                          |
| 銀牌 | 陳彥林 莊詠能 哀恬歆 曾馨妮        | 羽球     | 混合團體賽                        |
| 銀牌 | 江興祐 林郁敏                      | 網球     | 男子團體                          |
| 銀牌 | 柯雨岑 江妍妮                      | 網球     | 女子團體                          |
| 銀牌 | 蔡博安                             | 跆拳道   | 男子對打37公斤級                  |
| 銀牌 | 薛玄智                             | 跆拳道   | 男子個人組（公認品勢）            |
| 銀牌 | 蔡亞忻 薛玄智                      | 跆拳道   | 混合雙人組（公認品勢）            |
| 銀牌 | 蘇欣妤                             | 拳擊     | 女子46公斤級                      |
| 銀牌 | 劉愷翰                             | 霹靂舞   | 男子個人賽                        |
| 銀牌 | 李軒綾                             | 霹靂舞   | 女生個人賽                        |
| 銀牌 | 林泳岳 李軒綾                      | 霹靂舞   | 男女混雙賽                        |
| 銅牌 | 詹宇恩                             | 田徑     | 男子400公尺                       |
| 銅牌 | 劉子渝                             | 田徑     | 女子跳高                          |
| 銅牌 | 劉沛絜                             | 田徑     | 女子三級跳遠                      |
| 銅牌 | 馬加樂                             | 田徑     | 女子鐵餅                          |
| 銅牌 | 吳兆騏                             | 游泳     | 男子100公尺仰式                   |
| 銅牌 | 蘇柏陵                             | 游泳     | 男子200公尺自由式                 |
| 銅牌 | 黃浩                               | 游泳     | 男子50公尺自由式                  |
| 銅牌 | 黃浩                               | 游泳     | 男子400公尺混合式                 |
| 銅牌 | 吳兆騏 蘇柏陵 黃浩 游晟            | 游泳     | 男子組4x50公尺混合式接力          |
| 銅牌 | 林芷妍                             | 游泳     | 女子50公尺仰式                    |
| 銅牌 | 林芷妍                             | 游泳     | 女子200公尺混合式                 |
| 銅牌 | 黃愛軒                             | 游泳     | 女子400公尺自由式                 |
| 銅牌 | 陳定揚 蘇正熙 趙庭諒 鄭丞佑 許家愷 | 競技體操 | 男子團體                          |
| 銅牌 | 余奕慶                             | 桌球     | 男子單打                          |
| 銅牌 | 莊詠能                             | 羽球     | 男子單打                          |
| 銅牌 | 曾馨妮                             | 羽球     | 女子單打                          |
| 銅牌 | 吳泓駿                             | 柔道     | 男子50公斤級                      |
| 銅牌 | 徐苡薰                             | 柔道     | 女子40公斤級                      |
| 銅牌 | 黃子芸                             | 空手道   | 女子對打IPPON SHOBU（-48公斤級）  |
| 銅牌 | 黃子芸                             | 空手道   | 女子對打SANBON SHOBU（-48公斤級） |
| 銅牌 | 張竣翔                             | 跆拳道   | 男子對打45公斤級                  |
| 銅牌 | 黃亮瑜                             | 跆拳道   | 女子個人組（自由品勢）            |
| 銅牌 | 陳民恩                             | 拳擊     | 男子46公斤級                      |
| 銅牌 | 林泳岳                             | 霹靂舞   | 男子個人賽                        |

## 運動員統計
| 项目     | 男子 | 女子 | 总计 |
| -------- | ---- | ---- | ---- |
| 射箭     | 3    | 3    | 6    |
| 田徑     | 5    | 5    | 10   |
| 游泳     | 4    | 3    | 7    |
| 競技體操 | 5    | 5    | 10   |
| 桌球     | 2    | 2    | 4    |
| 羽球     | 2    | 2    | 4    |
| 網球     | 2    | 2    | 4    |
| 柔道     | 2    | 2    | 4    |
| 空手道   | 3    | 3    | 6    |
| 跆拳道   | 5    | 5    | 10   |
| 拳擊     | 2    | 2    | 4    |
| 霹靂舞   | 3    | 3    | 6    |
| 总计     | 38   | 37   | 75   |

## 射箭

### 反曲弓
- 蕭承哲、高卉唐：混雙對抗賽（ 金牌）
- 蕭承哲、陳品羱、林脩藩：男子團體（ 銀牌）
- 高卉唐、朱兒、林枃蓁：女子團體（ 銀牌）
- 高卉唐：女子個人對抗賽（ 銀牌）

## 田徑
男子組
- 詹宇恩：
  - 男子400公尺（50.67， 銅牌）
  - 男子300公尺跨欄（39.01， 金牌）
- 鄭安傑：
  - 男子跳高（1.80公尺，第四名）
- 李健嘉：
  - 男子鉛球（16.69公尺，第四名）
  - 男子鐵餅（51.62公尺，第六名）
- 邱邦軒：
  - 男子標槍（64.13公尺， 金牌）
- 戴宏宇

女子組
- 陳羿岑：
  - 女子400公尺（54.85， 金牌）
  - 女子200公尺（24.21， 金牌）
- 林子婕：
  - 女子100公尺跨欄（13.91， 金牌）
- 劉子渝：
  - 女子跳高（1.67公尺， 銅牌）
- 劉沛絜：
  - 女子跳遠（5.27公尺，第六名）
  - 女子三級跳遠（11.46公尺， 銅牌）
- 馬加樂：
  - 女子鐵餅（46.78公尺， 銅牌）
  - 女子鉛球（第八名）

## 游泳
男子組
- 吳兆騏： 
  - 男子50公尺碟式（25.00， 金牌）
  - 男子50公尺仰式（25.25， 金牌）
  - 男子50公尺自由式（23.66， 金牌）
  - 男子100公尺自由式（50.83， 金牌）
  - 男子100公尺仰式（55.93， 銅牌）
- 蘇柏陵：
  - 男子400公尺自由式（3:57.03， 金牌）
  - 男子800公尺自由式（8:13.15， 金牌）
  - 男子400公尺混合式（ 銀牌）
  - 男子200公尺自由式（1:53.21， 銅牌）
  - 男子200公尺蝶式（第四名）
  - 男子200公尺混合式（第五名）
- 黃浩：
  - 男子200公尺混合式（ 銀牌）
  - 男子400公尺混合式（ 銅牌）
  - 男子50公尺自由式（23.67， 銅牌）
  - 男子50公尺仰式（第七名）
- 游晟：
  - 男子100公尺碟式（ 銀牌）
  - 男子200公尺蝶式（第五名）
  - 男子200公尺自由式（第五名）
  - 男子100公尺自由式（第六名）
- 吳兆騏、蘇柏陵、黃浩、游晟：
  - 男子組4x50公尺自由式接力（1:35.90， 銀牌）
  - 男子組4x50公尺混合式接力（ 銅牌）

女子組
- 林芷妍：
  - 女子50公尺仰式（ 銅牌）
  - 女子200公尺混合式（ 銅牌）
  - 女子100公尺仰式（第五名）
  - 女子200公尺自由式（第八名）
- 黃愛軒：
  - 女子100公尺蛙式（1:10.63， 金牌）
  - 女子400公尺自由式（ 銅牌）
  - 女子800公尺自由式（第八名）
- 蘇宥慈：
  - 女子200公尺蝶式（ 銀牌）
  - 女子100公尺蝶式（第四名）
  - 女子400公尺混合式（第六名）

男女混合組
- 林芷妍、吳兆騏、黃愛軒、黃浩：
  - 4x50公尺自由式接力（ 銀牌）
- 林芷妍、吳兆騏、蘇宥慈、黃浩：
  - 4x50公尺混合式接力（ 銀牌）

## 競技體操

### 男子組
團體
| 選手   | 項目 | 小項          | 小項            | 小項           | 小項          | 小項          | 小項            | 總計         | 團體 總分 | 排名 |
| 選手   | 項目 | 地板          | 鞍馬            | 吊環           | 跳馬          | 雙槓          | 單槓            | 總計         | 團體 總分 | 排名 |
| ------ | ---- | ------------- | --------------- | -------------- | ------------- | ------------- | --------------- | ------------ | --------- | ---- |
| 趙庭諒 | 團體 | 10.900（25）  | 10.633（18）    | 9.800（26）    | 9.400（30）   | 11.133（13）  | 10.966（10） R1 | 62.832（21） | 208.361   | 銅牌 |
| 陳定揚 | 團體 | 11.066（24）  | 11.033（13） R3 | 11.300（10） Q | 12.500（13）  | 12.366（2） Q | 11.500（3） Q   | 69.765（6）  | 208.361   | 銅牌 |
| 鄭丞佑 | 團體 | 13.433（1） Q | 不適用          | 不適用         | 13.366（2） Q | 不適用        | 10.266（22）    | 37.065（26） | 208.361   | 銅牌 |
| 許家愷 | 團體 | 不適用        | 10.966（14）    | 10.333（22）   | 不適用        | 11.033（17）  | 不適用          | 32.332（30） | 208.361   | 銅牌 |
| 蘇正熙 | 團體 | 12.100（5） Q | 11.366（10） R1 | 10.800（17）   | 12.000（18）  | 11.433（7） Q | 10.700（17）    | 68.399（9）  | 208.361   | 銅牌 |

單項
- 鄭丞佑，
  - 男子跳馬（12.733， 金牌）
  - 男子地板（12.933， 銀牌）
- 陳定揚：
  - 男子雙槓（12.800， 銀牌）
  - 男子吊環（11.400，第六名）
  - 男子單槓（10.533，第八名）
- 蘇正熙：
  - 男子地板（11.033，第八名）
  - 男子雙槓（11.933，第七名）

### 女子組
單項
- 林沛函：
  - 女子跳馬（11.933，第六名）
  - 女子地板體操（11.666，第四名）
- 李柏昕：
  - 女子跳馬（11.900，第七名）
  - 女子平衡木（10.300，第七名）
  - 女子地板體操（10.866，第六名）
- 蔡艾瑄：
  - 女子高低槓 （10.833，第四名）
- 郭若妤：
  - 女子平衡木（9.300，第八名）
- 陳洛臻

## 桌球
男子組
- 鄭旻修（男子單打， 銀牌）
- 余奕慶（男子單打， 銅牌）

女子組
- 黃韞纈（女子單打， 金牌）
- 呂瑀恩（女子單打， 銀牌）

## 羽球
男子組
- 陳彥林：男子單打（ 銀牌）
- 莊詠能：男子單打（ 銅牌）
- 陳彥林、莊詠能：男子雙打（ 銀牌）

女子組
- 哀恬歆：女子單打（ 金牌）
- 曾馨妮：女子單打（ 銅牌）

混合組
- 陳彥林、莊詠能、哀恬歆、曾馨妮（混合團體賽）：
  - 預賽C組（3勝0敗，225-117）
    - 烏克蘭（勝，75-53）、烏干達（勝，75-22）、羅馬尼亞（勝，75-42）

  - 八強賽：魁北克（勝，75-37）
  - 準決賽：烏克蘭（勝，75-43）
  - 冠軍賽：中國（負，50-75）
  - 賽事結果： 銀牌

## 網球
- 江興祐、林郁敏：
  - 男子團體（ 銀牌）

- 柯雨岑、江妍妮
  - 女子雙打（ 金牌）
  - 女子團體（ 銀牌）

## 柔道
男子組
- 麥樂（男子42公斤級，第七名）
- 吳泓駿（男子50公斤級， 銅牌）

女子組
- 徐苡薰（女子40公斤級， 銅牌）
- 麥雅樂（女子48公斤級，第七名）

## 空手道
男子組
- 洪于哲：
  - 男子對打IPPON SHOBU（-58公斤級，第七名）
  - 男子對打SANBON SHOBU（-58公斤級，第七名）
- 王子紘：男子對打SANBON SHOBU（-65公斤級，第七名）
- 李書豪：男子個人形

女子組
- 黃子芸：
  - 女子對打IPPON SHOBU（-48公斤級， 銅牌）
  - 女子對打SANBON SHOBU（-48公斤級， 銅牌）
- 陳姿佑：女子對打SANBON SHOBU（-55公斤級）
- 劉映辰：女子個人形（第七名）

## 跆拳道

### 對打
男子組
- 蔡博安（男子37公斤級， 銀牌）
- 張竣翔（男子45公斤級， 銅牌）
- 莊子右（男子57公斤級， 金牌）

女子組
- 趙子靚（女子37公斤級， 金牌）
- 張唯倪（女子44公斤級， 金牌）
- 巫少妍（女子55公斤級， 金牌）

### 品勢
公認品勢
- 薛玄智：男子個人組（ 銀牌）
- 蔡亞忻：女子個人組（ 金牌）
- 蔡亞忻、薛玄智：混合雙人組（ 銀牌）

自由品勢
- 陳睿恩：男子個人組（ 金牌）
- 黃亮瑜：女子個人組（ 銅牌）

## 拳擊
男子組
- 陳民恩（男子46公斤級， 銅牌）
- 張恩瑞（男子57公斤級，第五名）

女子組
- 蘇欣妤（女子46公斤級， 銀牌）
- 張晏菱（女子57公斤級， 金牌）

## 霹靂舞
男子個人賽
- 劉愷翰（ 銀牌）
- 林泳岳（ 銅牌）
- 張程宥（第四名）

女子個人賽
- 李軒綾（ 銀牌）
- 彭昱瑄（第六名）
- 吳若語（第七名）

男女混雙賽
- 林泳岳、李軒綾（ 銀牌）
- 劉愷翰、吳若語（第五名）
- 張程宥、彭昱瑄（第七名）